# KK Radnički Kragujevac
Maillots
Le KK Radnički Kragujevac était un club serbe de basket-ball basé à Kragujevac.

## Historique
Le club est fondé en 1994. Il joue alors à Vršac et porte le nom de KK Kondivik Vršac. Il change de nom en 2001 pour devenir le KK Lions Vršac, puis en 2004, il devient KK Swisslion Vršac. En 2009, le club déménage à Kragujevac et prend son nom actuel de KK Radnički Kragujevac, nom emprunté à un ancien club de la ville. Il évolue alors en première division du championnat serbe.

## Palmarès
- Champion de Serbie-et-Monténégro 2e division (poule serbe) : 2006

## Entraîneurs successifs
- Miroslav Nikolić
- Boško Đokić

## Joueurs célèbres ou marquants
- Marko Čakarević
- Miljan Pavković
- Dragan Milosavljević